# HAK/HAS Tulln
Die HAK/HAS Tulln ist eine Handelsakademie und Handelsschule in Tulln an der Donau.

## Geschichte
Die Schule ist eine Privatschule mit Öffentlichkeitsrecht, die von der Stadtgemeinde Tulln (Minoritenplatz 1, 3430 Tulln) gegründet wurde, sie ist auch der Schulerhalter.

## Leitung
- 1962–1976 Anton Holzer
- 1976–2009 Karl Heinl
- seit 2009 Peter Eisenschenk

## Architektur und Gebäude
Die Schule verfügt über acht PC-Räume mit Schulnetzwerk und Internetanschluss auch alle Klassenräume verfügen über einen PC mit Internetanschluss und Beamer. In allen Räumen gibt es WLAN.
Neben einer Bibliothek, Biologie- und Physiksaal wurden Lern- und Chillout-Zonen eingerichtet.

## Pädagogische Arbeit, Ausstattung und Angebote
Die HAK/HAS Tulln hat durchschnittlich 15 HAK und 3 HAS und ca. 365 Schüler, welche von rund 48 Lehrern unterrichtet werden.

### Modulare Oberstufe
Der erste Jahrgang HAK der Oberstufe wird als ganzjähriger Jahrgang geführt. Ab dem zweiten Jahrgang wird das Schuljahr jeweils in ein Winter- und Sommersemester unterteilt. Jedes Halbjahr wird mit einem Zeugnis abgeschlossen. Für negativ abgeschlossene Module (Gegenstände) gibt es Wiederholungstermine mit Förderprogramm. Somit entfällt das verpflichtende Wiederholen eines gesamten Schuljahres im herkömmlichen Sinn. Eine freiwillige Wiederholung ist jedoch auf Antrag jederzeit möglich. Die Ausbildung endet mit der Reife- und Diplomprüfung. Der Antritt zur Reife- und Diplomprüfung ist nur möglich, wenn alle Module (Gegenstände) positiv beurteilt sind.

### Ausbildungszweige HAK

#### HAK classic
Der Ausbildungszweig classic bietet eine Ausbildung mit besonderem Schwerpunkt auf Unternehmensrechnung und Controlling.
Der Erweiterungsbereich Controlling, Wirtschaftspraxis und Steuern wird ab dem 3. Jahrgang im Ausmaß von je 2 Wochenstunden unterrichtet.
Teil der Ausbildung sind Fachspezifische Exkursionen und Lehrausgänge, fachspezifische Projekttage, vertiefende Ausbildung in den Programmen BMD und SAP, Diplomarbeit mit wirtschaftlichem Bezug und ein Pflichtpraktikum von 300 Arbeitsstunden im Laufe der 5-jährigen Ausbildung, welches außerhalb der Unterrichtszeiten zu absolvieren ist.
Weiteres kann der schriftliche Teil der Buchhalterprüfung abgelegt werden.

#### HAK international
Der Ausbildungszweig international bietet eine Ausbildung mit internationaler Ausrichtung und Englisch als Arbeitssprache in vielen Gegenständen.
Der schulautonome Erweiterungsbereich Internationale Wirtschaft wird ab dem 3. Jahrgang im Ausmaß von je 2 Wochenstunden unterrichtet.
Teil der Ausbildung sind Verstärkter Einsatz von Englisch als Arbeitssprache im kaufmännischen Bereich und in der Diplomarbeit, Unterstützung durch Native Speaker, Sprachwochen im Ausland und Städtereisen, Unterstützung bei freiwilligem Auslandssemester und ein Pflichtpraktikum von 300 Arbeitsstunden im Laufe der 5-jährigen Ausbildung, welches außerhalb der Unterrichtszeiten zu absolvieren ist.
Weiteres kann das LCCI-Zertifikat (Cambridge Business English Certificate) erworben werden.

#### HAK digit@l
Der Ausbildungszweig digit@l bietet eine Ausbildung mit besonderem Schwerpunkt auf Multimedia, Webdesign und e-business.
Der Erweiterungsbereich Informations- und Kommunikationstechnologie – e-business wird ab dem 3. Jahrgang im Ausmaß von je 2 Wochenstunden unterrichtet.
Teil der Ausbildung sind Einsatz von mobilen Lernbegleitern (z. B. Smartphone), Verwendung von e-Learningplattformen, Fachspezifische Exkursionen und Lehrausgänge, Diplomarbeit mit It-Schwerpunkt, Vertiefende Ausbildung in HTML und Webdesign und ein Pflichtpraktikum von 300 Arbeitsstunden(im Idealfall im IT-Bereich) im Laufe der 5-jährigen Ausbildung, welches außerhalb der Unterrichtszeiten zu absolvieren ist.
Weiteres können IT-Zertifikate z. B. ECDL advanced erworben werden.
Im Jahr 2012 war die Schule für den Österreichischen Schulpreis nominiert.